# FBI: Frikis Buscan Incordiar
FBI: Frikis Buscan Incordiar és una pel·lícula espanyola dirigida, produïda, escrita i protagonitzada per Javier Cárdenas. En ella Cárdenas crea una banda en la qual realitza tortures a alguns frikis de la televisió. Va ser estrenada el 4 de juny de 2004.

## Sinopsi
"Freak: Es diu del que és extravagant, excèntric i amb valors propis que són diferents dels socialment establerts i considerats aquests normalment marginals: música, vestimenta freak". "Friki: Adaptació del terme anglosaxó freak. Més conegut com a cabrú hispà o friki ibèric. De llarga tradició en l'imaginari espanyol. Abans li corrien a gorrazos al poble, i ara li posen la catifa vermella, li dediquen carrers i estàtues eqüestres. Habita en els platons de televisió i sempre està a l'aguait esperant una oportunitat per a atacar en directe. Conforma el nou star-system espanyol". La policia està a la vora del col·lapse. Tots ells van després de la pista de la banda de Javier Cárdenas, és a dir, Carlos Pumares, Santiago Urrialde, Manuel Reyes, més conegut com a Pozí, Carmen de Mairena, Nacho Sierra i Joan Antoni Estadés. Ell i tots els seus col·legues es dediquen a emprenyar en grau suprem als frikis més "selectes" de la ciutat: Paco Porras, la pitonisa Lola, el perruquer Juan Miguel, el cantant Josmar, o Encarni, sotmetent-los a tota mena de tortures.

## Tortures
Alguns dels personatges freaks descoberts per Cárdenas quan va treballar en programes com Crónicas marcianas i Arús con leche es presten, en el film, a participar en salvatges proves a l'estil Jackass, alguns exemples són:
- Lligar a Paco Porras a una barca en marxa[3]
- Depilar a l'exmarit perruquer de Karina

Paco Porras va demandar Cárdenas pels abusos rebuts, i li va qualificar com un cabró que el que vol només és guanyar diners a la seva costa. Uns altres com Juan Miguel va admetre que es va sentir molt molest, però no va demandar perquè no li van enganyar, i va qualificar com a immoral que Porras ho fes quan ja sabia amb anterioritat el que anava a passar.

## Rodatge
La pel·lícula es va començar a rodar l'11 de març de 2004, el dia del famós 11-M, van decidir parar el rodatge ja que hi havia gent en l'equip que era de Madrid, i poguessin cridar per a saber si hi havia algun familiar afectat. Va resultar que no i, després d'una aturada d'un parell d'hores, van continuar rodant. El rodatge va finalitzar el 14 d'abril de 2004.

## Estrena
Al final la pel·lícula es va estrenar el 24 de juny de 2004, gairebé a ritme de vertigen, en temps rècord, ja que volien aprofitar l'èxit de Crónicas marcianas. En el seu primer cap de setmana va recaptar uns 350.000 euros en 190 sales de cinema. Va acabar l'any 2004 recaptant 928.468,54 euros.

## DVD
El DVD de la pel·lícula va sortir a la venda l'1 de desembre de 2004 distribuït per Manga Films. Aquest es troba format per dos discos amb una format de 16/9 anamòrfic i 1.85:1. En aquest format també va tenir gran èxit en facturar més d'un milió d'euros.

## Reconeixements
A les edicions dels Premis Godoy 2004 fou la pel·lícula que va obtenir més premis (8): pitjor director, pel·lícula, actor, actor de repartiment, pitjor direcció artística, banda sonora, vestuari, perruqueria i maquillatge. També va aconseguir una menció especial Tod Browning (si es que sabe quién es) dels Premis YoGa 2005.